# Пол Вільям Скотт Андерсон
Пол Вільям Скотт Андерсон (англ. Paul W. S. Anderson; нар. 4 березня 1965) — англійський кінорежисер, сценарист і продюсер.
Андерсон і продюсер Джеремі Болт заснували компанію Impact Pictures у 1992 році, під егідою якої було знято більшість фільмів Андерсона.

## Біографія
Пол Андерсон народився 4 березня 1965 року в Ньюкаслі, Велика Британія. Щоб його не плутали з американським режисером Полом Томасом Андерсоном, він додав ініціали до прізвища — Paul W. S. Anderson. Свій перший фільм «Шопінг» (де грав маловідомий тоді Джуд Лоу) зняв у 1994 році. У 1995 році зняв фільм «Смертельна битва» на основі комп'ютерної гри Mortal Kombat (касові збори 120 млн $). Дві наступні його стрічки «Солдат» і «Крізь горизонт» не повторили успіху «Смертельної битви».
У 2002 році написав сценарій і поставив фільм «Оселя зла» за однойменною комп'ютерною грою (бюджет — 32 млн доларів, збори — 102 млн доларів). Продовження — фільм «Оселя зла: Апокаліпсис», до якого він написав сценарій, при бюджеті 43 млн доларів зібрав у прокаті 129 млн доларів.
Чоловік актриси Міли Йовович, а також батько її доньки Евер Габо.

## Фільмографія
| Рік  | Назва (укр.)                | Назва (англ.)                    | Режисер   | Сценарист  | Продюсер   | Додатково  |
| ---- | --------------------------- | -------------------------------- | --------- | ---------- | ---------- | ---------- |
| 1994 | Шопінг                      | Shopping                         | Так       | Так        | Ні         |            |
| 1995 | Смертельна битва            | Mortal Kombat                    | Так       | Ні         | Ні         |            |
| 1997 | Крізь горизонт              | Event Horizon                    | Так       | Ні         | Ні         |            |
| 1998 | Солдат                      | Soldier                          | Так       | Ні         | Ні         |            |
| 2000 | Погляд                      | The Sight                        | Так       | виконавчий | Так        | телефільм  |
| 2002 | Оселя зла                   | Resident Evil                    | Так       | Так        | Так        |            |
| 2004 | Чужий проти Хижака          | Alien vs. Predator               | Так       | Так        | Ні         |            |
| 2004 | Оселя зла: Апокаліпсис      | Resident Evil: Apocalypse        | Ні        | Так        | Так        |            |
| 2007 | Оселя зла: Вимирання        | Resident Evil: Extinction        | Ні        | Так        | Так        |            |
| 2008 | Смертельні перегони         | Deathrace                        | Так       | Так        | Так        |            |
| 2010 | Оселя зла: Потойбічне життя | Resident Evil: Afterlife         | Так       | Так        | Так        |            |
| 2011 | Мушкетери                   | The Three Musketeers             | Так       | Ні         | Так        |            |
| 2011 | Смертельні перегони 2       | Death Race 2                     | Ні        | Історія    | Так        |            |
| 2012 | Оселя зла: Відплата         | Resident Evil: Retribution       | Так       | Так        | Так        |            |
| 2013 | Смертельні перегони 3       | Death Race 3: Inferno            | Ні        | Історія    | Так        |            |
| 2014 | Помпеї                      | Pompeii                          | Так       | Ні         | Так        |            |
| 2016 | Оселя зла: Остання глава    | Resident Evil: The Final Chapter | Так       | Так        | Так        |            |
| 2018 | Походження                  | Origin                           | 2 епізоди | Ні         | Виконавчий | телесеріал |
| 2018 | Смертельні перегони 4       | Death Race: Beyond Anarchy       | Ні        | Історія    | Так        |            |
| 2020 | Мисливець на монстрів       | Monster Hunter                   | Так       | Так        | Так        |            |
| 2025 | У загублених землях         | In the Lost Lands                | Так       | Так        | Так        |            |

Лише продюсер
- Темні сили[en] / The Dark (2005)
- D.O.A.: Живим або мертвим / DOA: Dead or Alive (2006)
- Пандорум / Pandorum (2009)

## Цікаві факти
- Пол Андерсон зустрів свій 31-й день народження на зйомках фільму «Крізь горизонт».